# Pierre-Eustache Pellissier de Féligonde
Pour les autres membres de la famille, voir Famille Pellissier de Féligonde.
Pierre-Eustache Pellissier de Féligonde, né le 9 juillet 1807 à Clermont-Ferrand et mort le 28 janvier 1891 à Ébreuil, au château du Châtelard, est un homme politique français.

## Biographie
Fils de Michel-Claude Pellissier de Féligonde et riche propriétaire terrien dans son département et dans l'Allier, il n'avait pas d'antécédents politiques, quand il fut élu représentant du Puy-de-Dôme à l'Assemblée nationale. 
Féligonde siégea à droite, s'inscrivit à la réunion Colbert et fut un des signataires de la proposition en faveur du rétablissement de la monarchie en juin 1874, ainsi que de l'adresse au pape à propos du Syllabus.
Il est le beau-père de Charles Régnault de Savigny et d'Eugénie de Chastenet de Puységur.